# Laia Noguera i Clofent
Laia Noguera i Clofent (Calella, 4 de març de 1983) és una filòloga, poeta, dramaturga, traductora i música catalana.

## Trajectòria
Noguera cursà a Calella l'ensenyament primari i el secundari i hi inicià la seva formació musical. Entre el 2001 i el 2005 estudià a la Facultat de Filologia Catalana de la Universitat de Barcelona i hi obtingué el títol de llicenciada amb Premi Extraordinari de Fi de Carrera. Durant aquest període universitari preparà els seus primers poemaris complets i rebé el primer premi literari de relleu, l'Amadeu Oller del 2002 per L'oscultor, que a més li permeté publicar el primer llibre de poesia. D'aleshores ençà la producció poètica ha continuat amb altres llibres i guardons, juntament amb altres activitats artístiques i professionals en el camp de la filologia, com ara la codirecció amb Esteve Plantada de l'edició catalana de la revista digital Barcelona Review.

## Obra
L'obra poètica editada de Laia Noguera inclou els poemaris L'oscultor (premi Amadeu Oller 2002, ex aequo, publicat per Editorial Galerada el 2002), Fuga evasió (Premi Recull de poesia 2003, publicat per Pagès Editors el 2004), la plaqueta Incendi (Cafè Central, 2005), No et puc dir res (premi Martí Dot 2006, publicat per Viena Edicions el 2007), Els llops (La Garúa, 2009; escrit conjuntament amb Esteve Plantada i Joan Duran), Triomf (premi Miquel de Palol 2009, publicat per Columna), L’U (Arola Editors, 2010, amb fotografies de Fiona Morrison), Parets (Edicions 96, 2011), Caure (Premi Ausiàs March 2011), L’intrús (Premi Narcís Punes i Boloix, Editorial Meteora, 2020).
També ha publicat, entre d'altres, a les antologies Singulars d'un plural (Festival de Poesia de Girona, 2004), Joves poetes catalans (Brosquil Edicions, 2004), Los versos de los acróbatas (Fronteras Movedizas, 2005), Solstici d'estiu (Fundació A.C.A., 2006), Bellesa ferotge (Editorial Fonoll, 2006), Eròtiques i despentinades (Arola Editors, 2008) i De l'Atles a Formentor (Rema/Tira, 2008). Pel que fa a producció dramatúrgica, ha preparat, juntament amb Albert Mestres, una versió teatral de Disputa de l'ase, d'Anselm Turmeda, i el llibre de poesia i teatre Ah! (Edicions Poncianes, 2013). A més, ha estat guitarra solista del grup de thrash metal Red for more.
Ha traduït del basc Kirmen Uribe, Miren Agur Meabe, Leire Bilbao i Itxaro Borda; de l'italià, Teresa di Cosimo i Luigi Manzi; del gallec, Xavier Rodríguez Baixeras, i de l'occità, Aurélia Lassaque.

## Obra publicada
- L'oscultor. Galerada, 2002.
- Fuga evasió. Pagès Editors, 2004.
- Incendi. Cafè Central, 2005.
- No et puc dir res. Viena Edicions, 2007.
- Els llops (amb Esteve Plantada i Joan Duran). La Garúa, 2009.
- Triomf, Columna. 2009.[8]
- L'U (amb fotografies de Fiona Morrison). Arola Editors, 2010.
- Parets. Edicions 96. La Pobla Llarga. 2011.
- Caure. Edicions 62, 2011.
- Rius soterrats. Petjades d'Art, 2011.
- Ah!. Edicions Poncianes, 2013.
- Caída precedido de Triumfo (versió castellana de Triomf i Caure). Amargord Ediciones, 2015.
- Qué extraña ventana. La Garúa poesía, 2016.
- Amor total. Tanit, 2016.[9][10]
- De rerum natura (amb Maria Espeus). Pagès Editors, 2019.[11]
- L'intrús. Editorial Meteora, 2020.